# Low (음반)
“Low”는 잉글랜드의 음악가 데이비드 보위의 열한 번째 정규 음반으로 1977년 1월 14일 RCA 레코드를 통하여 발매하였다. 로스앤젤레스에 수년간 거주하면서 약물 중독과 개인적인 불안정 문제를 겪던 보위는 친구인 이기 팝과 함께 정신을 차리기 위하여 프랑스로 이주한다. 둘은 에루비유에 위치한 샤토 데루비유에서 팝의 첫 솔로 정규 음반인 “The Idiot”을 녹음하였다. 보위는 공동 작사·작곡가이자 프로듀서로 참여하였고, 보위가 후에 시도하는 작품의 스타일과 유사한 사운드를 가졌다. 음반의 완성 후 보위는 같은 해에 만난 프로듀서 토니 비스콘티와 음악가 브라이언 이노와 함께 세 번의 협업 중 첫 번째 작품의 녹음을 시작하였다. “Low”는 1976년 9월부터 11월까지 샤토에서 시작하여 서베를린의 한자 스튜디오에서 작업을 하였고, 팝과 함께 독일서부터 공연을 시작하였다.
음악적으로 아트 록 및 익스페리멘털 록에 기반을 두고 있는 “Low”는 보위가 처음으로 전자 음악과 앰비언트 스타일의 시도한 음반이기도 하다. 탠저린 드림, 노이!, 하모니아, 크라프트베르크와 같은 밴드처럼 당시 독일의 음악 신에 많은 영향을 받았다. 음반의 앞면에는 주로 짧고 아방팝의 색채가 많이 드러나는 곡과 함께 당시 보위의 마음을 반영하고 있는 비관적인 가사가 특징이며, 음반의 뒷면에 수록된 곡들은 더 길고, 가사가 없는 노래가 존재하며, 베를린의 음악에 대한 관찰을 전달하는데 주력한다. 그리고 비스콘티가 이븐타이드 H910 하모나이저로 만들어낸 독특한 드럼 사운드를 사용하였다. 표지는 보위가 출연하여 1976년에 개봉한 영화 “지구에 떨어진 사나이”에 나온 측면 사진으로 시각적 유희를 의도한 것이다.
RCA는 저조한 상업적 실적을 우려하여 3개월 동안 음반의 발매를 거부하였다. 그리고 발매 후에도 평론가들 사이에서 양분된 반응이 나타난데 이어 보위가 음반 활동 대신 팝의 투어에서 키보드 연주자로 참여하기로 하면서 오직 소극적인 홍보만이 이루어졌다. 하지만 걱정에도 불구하고 영국 음반 차트 2위, 미국 빌보드 톱 LP & 테이프 차트 11위를 기록하는 등 상업적으로 성공을 거두었다. 이후 싱글 ‘Sound and Vision’과 ‘Be My Wife’를 냈으며 전자는 영국 싱글 차트에서 3위를 달성하였다. 싱글의 성공은 RCA의 1977년 3월 “The Idiot”의 발매로 이어졌다. 1977년 중반, 보위는 팝의 새 음반 “Lust for Life”를 참여한 후 자신의 다음 정규 “"Heroes"”를 만들기 시작하였으며, 두 장 모두 그해 말에 발표되었다. 특히 “"Heroes"”는 “Low”에서의 음악적인 접근 방식을 확장한 것으로 비슷한 노래 및 악기 구조를 지닌다.
이후 수십 년 동안 “Low”는 시대를 앞서간 작품으로 이름을 날렸고, 보위의 걸작 중 하나로 여겨졌다. 많은 해설가와 전기 작가는 조이 디비전을 포함하여 수많은 포스트펑크 밴드에 지대한 영향을 끼쳤으며, 드럼 사운드는 발매 후 몇 년 동안 많은 음악가가 모방하였다. 평론가들은 후에 1990년대 포스트 록 장르의 발전에 있어서 주요한 작품이라고 언급하였다. 이외에도 매체가 선정하는 역사상 가장 위대한 음반에도 여러 번 이름을 올렸으며, 여러 번 재발매되었고, 2017년에 나온 박스 세트 “A New Career in a New Town (1977–1982)”에 포함되면서 리마스터링되었다.

## 유산
| 전문가 평가                   | 전문가 평가 |
| 평가 점수                     | 평가 점수   |
| 출처                          | 점수        |
| ----------------------------- | ----------- |
| AllMusic                      | [ 1 ]       |
| Blender                       | [ 2 ]       |
| Encyclopedia of Popular Music | [ 3 ]       |
| NME                           | 9/10        |
| Pitchfork                     | 10/10       |
| Q                             | [ 6 ]       |
| Rolling Stone                 | [ 7 ]       |
| The Rolling Stone Album Guide | [ 8 ]       |
| Spin                          | [ 9 ]       |
| The Village Voice             | B+          |

《Low》는 많은 비평가들의 "최고의 음반" 목록에 등장한다. 《피치포크》는 이 웹사이트의 "1970년대 톱 100 음반"에서 1위를 차지했다. 2000년 《Q》는 《Low》를 역사상 가장 위대한 영국 음반 100장 목록에서 14위에 올려놓았다. 2013년 《NME》는 이 음반을 역대 14번째로 위대한 음반으로 선정했다.
닉 로우는 1977년 자신의 EP 《Bowi》라는 이름을 지어 《Low》라는 이름을 "반환"했다. 1985년, 더 큐어의 로버트 스미스는 그가 가장 좋아하는 5장의 음반 중 하나로 이 음반을 꼽았다.
필립 글래스는 1992년 클래식 작곡한 《Low Symphony》을 《Low》에 바탕을 두었으며, 보위와 이노 모두 이 작품에 영향을 주었다.
《Low》는 또한 음반 발매 후 거의 20년 후에 언더그라운드 뮤지션들 사이에서 부각될 포스트 록 장르에 결정적인 영향을 끼친 것으로 음악 분석가들에 의해 간주되어 왔다.

## 곡 목록
작곡은 모두 특별한 언급이 없는 한 데이비드 보위가 맡았고, 작사는 모두 보위가 맡았다.
| #  | 제목                                | 작곡                               | 재생 시간 |
| -- | ----------------------------------- | ---------------------------------- | --------- |
| 1. | 〈Speed of Life〉                   |                                    | 2:46      |
| 2. | 〈Breaking Glass〉                  | 보위, 데니스 데이비스, 조지 머레이 | 1:51      |
| 3. | 〈What in the World〉               |                                    | 2:23      |
| 4. | 〈Sound and Vision〉                |                                    | 3:03      |
| 5. | 〈Always Crashing in the Same Car〉 |                                    | 3:29      |
| 6. | 〈Be My Wife〉                      |                                    | 2:55      |
| 7. | 〈A New Career in a New Town〉      |                                    | 2:51      |

| #  | 제목              | 작곡                | 재생 시간 |
| -- | ----------------- | ------------------- | --------- |
| 1. | 〈Warszawa〉      | 보위, 브라이언 이노 | 6:20      |
| 2. | 〈Art Decade〉    |                     | 3:43      |
| 3. | 〈Weeping Wall〉  |                     | 3:26      |
| 4. | 〈Subterraneans〉 |                     | 5:39      |

## 인증
| 국가                       | 인증 | 판매량/출하량 |
| -------------------------- | ---- | ------------- |
| 캐나다 (뮤직 캐나다)       | 골드 | 50,000^       |
| 네덜란드                   | —    | 30,000        |
| 영국 (BPI)                 | 골드 | 220,000       |
| 요약                       |      |               |
| 전 세계                    | —    | 2,300,000     |
| ^출하량을 기반으로 한 인증 |      |               |